# Logis de Fissac
Le logis de Fissac est situé sur la commune de Ruelle-sur-Touvre, en Charente, à cinq kilomètres au nord-est d'Angoulême.

## Historique
Le fief de Fissac est mentionné en 1445 par un aveu de son seigneur, Jean Acarie, sieur de Sigogne. En 1446, son possesseur est Martin Tizon, damoiseau, seigneur d'Argence, habitant à Angoulême. Fissac demeurera aux Tizon (ou Tison) d'Argence, une des plus anciennes familles de l'Angoumois, jusqu'en 1608, date de sa vente à François de Hauteclaire, écuyer, seigneur du Maine-Gagnaud.
Un inventaire de 1687 laisse deviner des fenêtres à traverse, voire à croisées de meneaux, ainsi qu'un cadran solaire dans le jardin.
En 1701, le fief passe aux du Theil, puis en 1769 aux Trémeau : Claude Trémeau, ancien maire d'Angoulême et conseiller au présidial se porte acquéreur  du « fief, domaine et seigneurie de Fissac ». En 1807, c'est son petit-fils Alexandre Trémeau, adjoint au maire de Ruelle qui en est propriétaire.
Le 1er décembre 1969, le logis (façade et toitures) est inscrit monument historique.
Actuellement en 2018, le logis est occupé en partie par la Maison Jean-Baptiste, une maison d'enfants à caractère social.

## Architecture
Le logis est situé au bord de la Touvre. Il consiste en un corps de logis à trois niveaux : un rez-de-chaussée, un étage et un toit percé de lucarnes. Le toit à double pente est couvert d'ardoises. La façade sud, faisant face à la rivière, est percée d'ouvertures plus nombreuses. La lucarne centrale est surmontée d'une coquille. Au rez-de-chaussée, la porte centrale est surmontée d'un fronton curviligne avec écusson et entourée de deux colonnes ioniques.
Ce bâtiment est prolongé à l'est et à l'ouest de deux bâtiments plus bas surmontés de terrasses avec balustrades. La cour intérieure au nord est entourée des communs. Elle est hélas sectionnée en deux par un mur du nord au sud, empêchant une vue d'ensemble du logis.

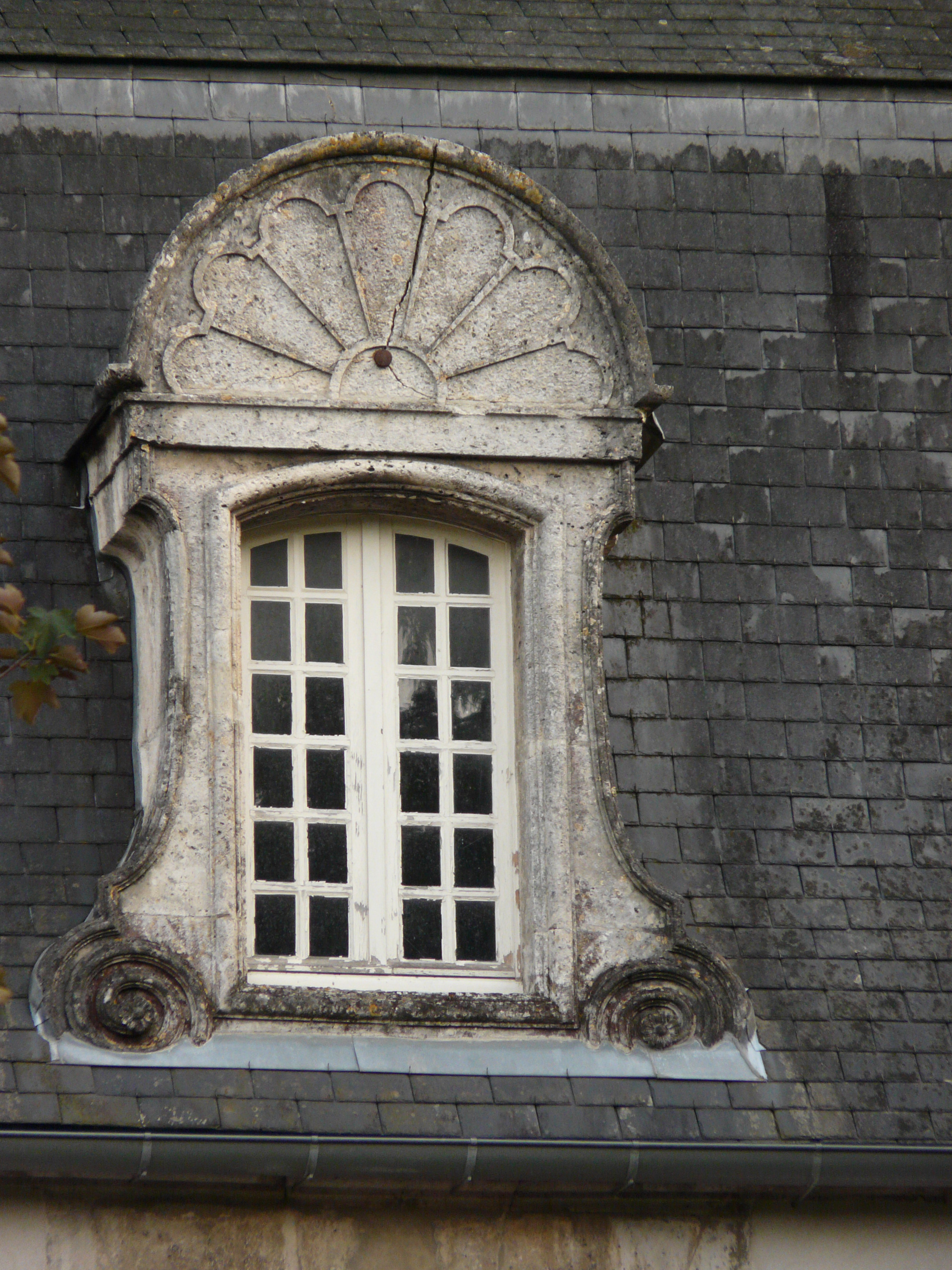
Fenêtre de toit surmontée d'une coquille.
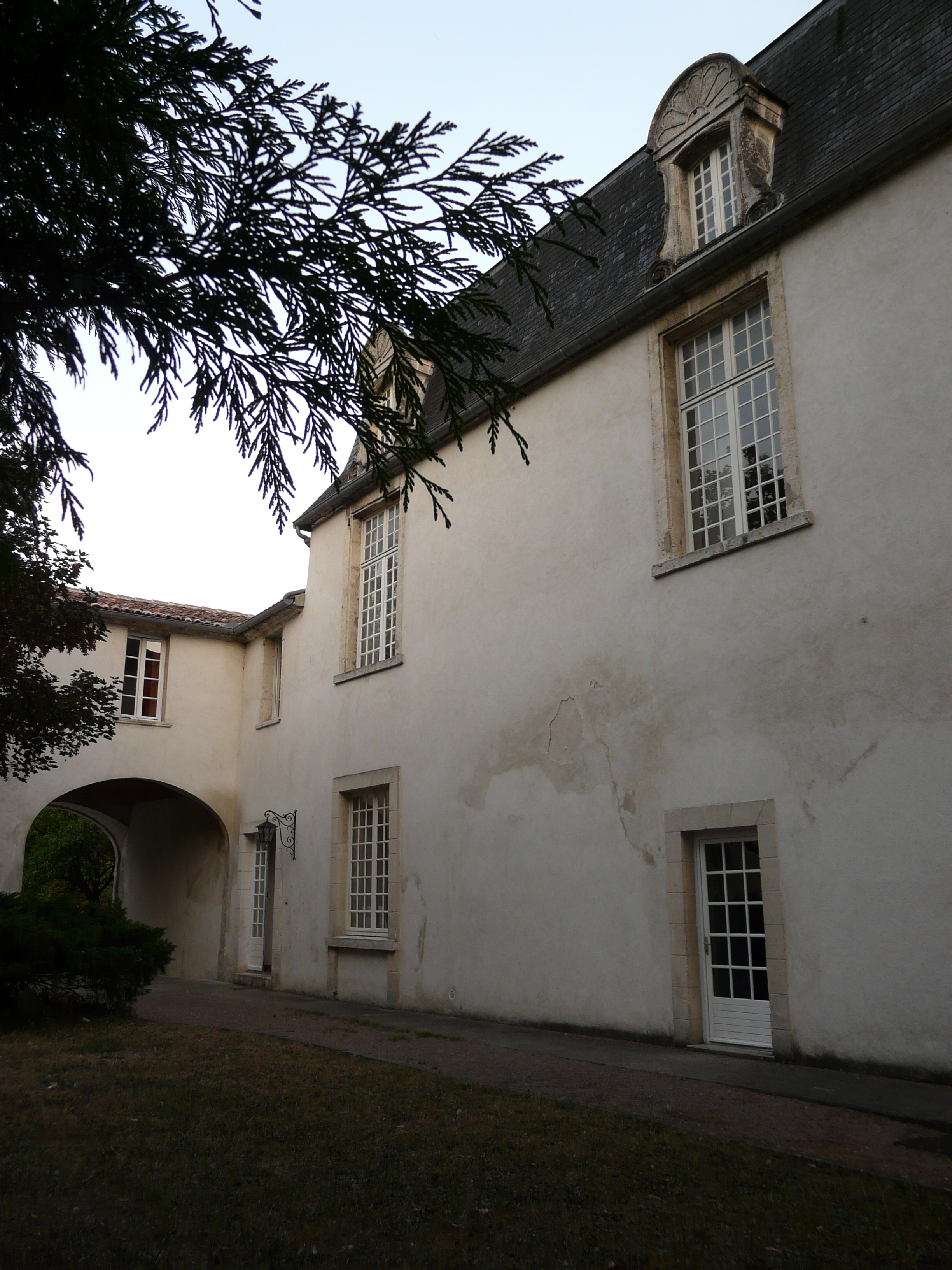
Partie gauche de la façade nord.
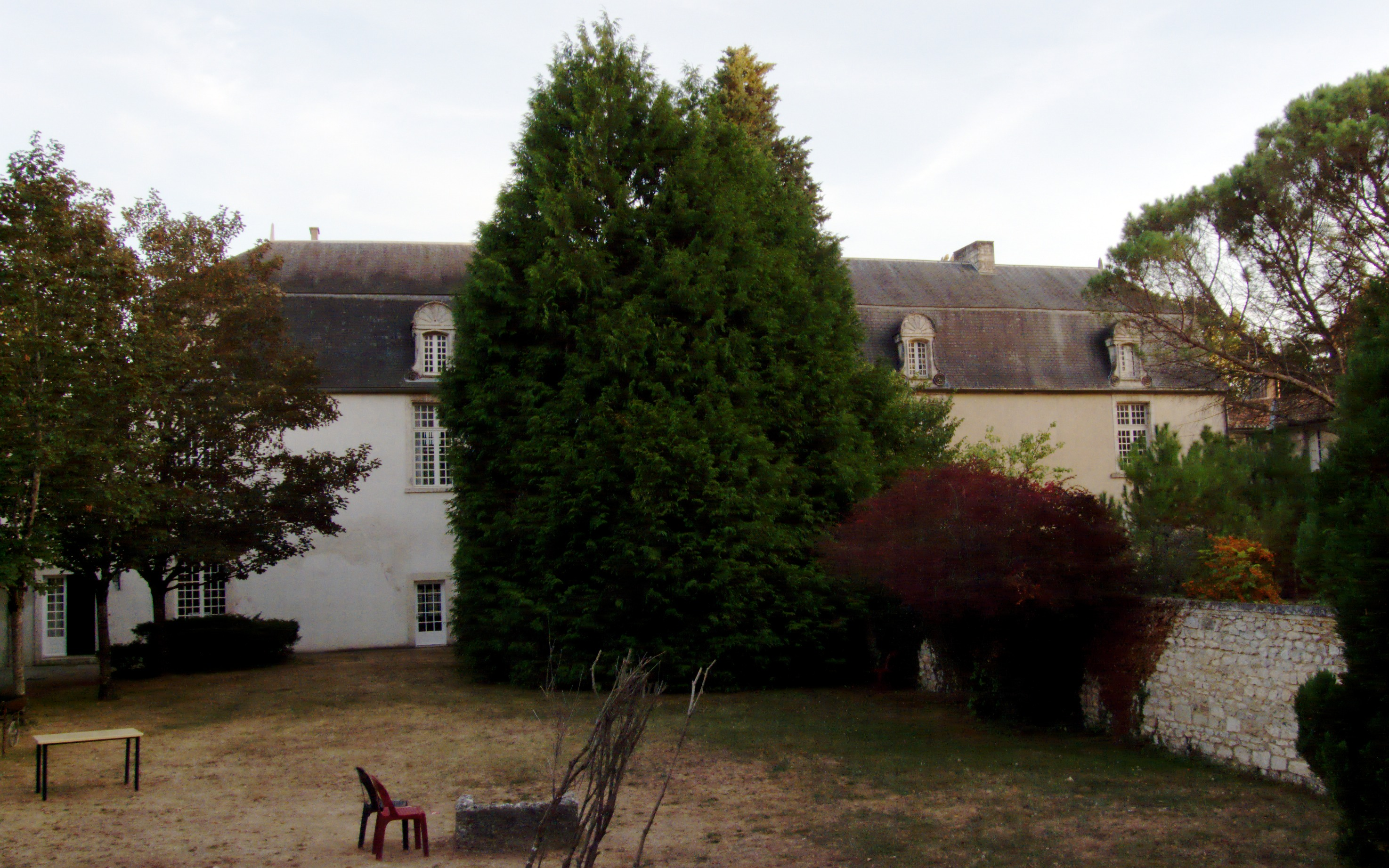
Vue de la façade et du toit depuis le jardin.
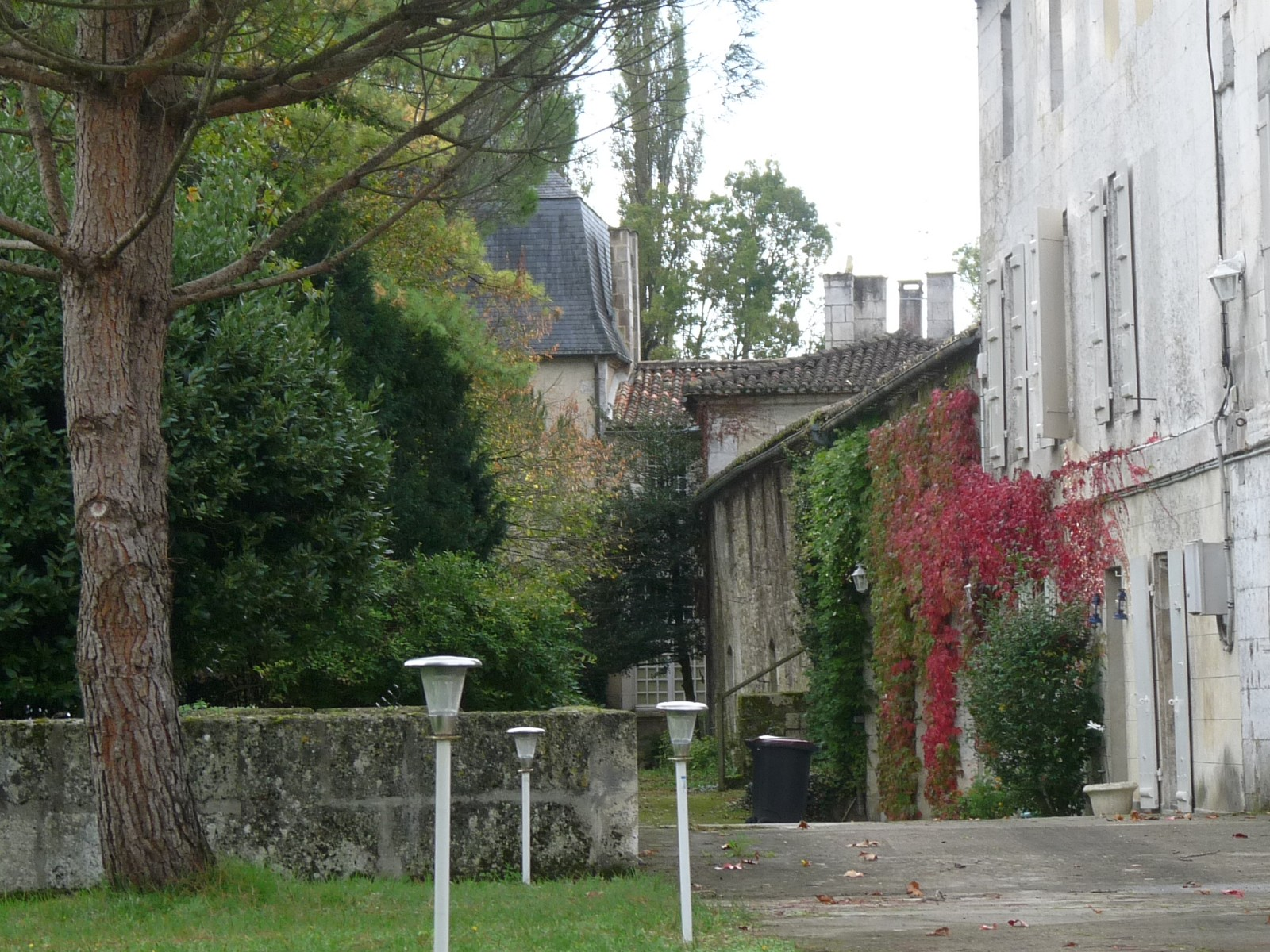
Partie ouest de la cour.